# Угърчин
Угърчѝн е град в Северна България, област Ловеч. Градът е административен център на община Угърчин. По данни на ГРАО към 15 юни 2024 г. в града живеят 2644 души по настоящ адрес и 2800 души по постоянен адрес.

## География
Град Угърчин е разположен на 330 м надморска височина в северните части на Предбалкана по р. Каменица и многобройните и малки притоци, като Лепетура, Света, Грешки дол и други. Намира се на 33 км западно от Ловеч и 28 км източно от Луковит. Разположен е в котловина, обградена с невисоки хълмове: от юг Иван дял, от изток – Високата могила (Чукара), от север – Бели камък, Средно бърдо и Забити камък, от запад – Голи рът и Чуката.
Площта на града е 1863 дка, а на землището – 135 206 дка. Жилищният му фонд се състои от 1880 къщи, 1639 домакинства, с население 4232 души (по данни от 1985 г.) Граничи със землищата на селата: на север – Катунец, Орляне, Каленик, Радювене, на изток – Микре, на юг – Сопот и Славщица, на запад – Торос, Дерманци, на северозапад – Ъглен и Драгана.
През землището протича от юг на север р. Каменица, като го разделя на 2 половини – източна и западна. Нейните притоци са Лепетура и Света.
Землището на Угърчин има полубалкански характер с разнообразен терен от гористи и голи хълмове, набраздени с тесни и просторни долове. Доминиращо място в него заемат ридът Иван дял, височините Курджелан, Гюлата и Сухата китка.
Северно от града и източно от р. Каменица се намира обширна мера. Тя започва от Сухи дол и стига на север до Буков дол (Олуман), а на североизток – до землището на с. Каленик.
Землището е бедно на водни ресурси. Река Каменица се образува от 2 източника. Единият извира от възвишението Бялка, на границата между землищата на гр. Угърчин и с. Микре, а другият (под името Батън) – от възвишението Батън в Троянско под името Сопотска река.

## История
За миналото на Угърчин и неговото землище има оскъдни сведения. Угърчин е сред най-старите селища в Ловешка област. От случайно намерените предмети, издирванията и проучванията е установено, че в землището на Угърчин с малки прекъсвания е имало живот още от дълбока древност. От разкритите единични гробни находки се вижда, че човекът е живял там още през каменно-медната епоха. Към това време се отнася бойна каменна брадвичка-чук, намерена в местността Гарван. Животът около Угърчин не е прекъсвал и през бронзовата епоха (2400 – 2200 г. пр.н.е.) В местността Варниците (Долната елия) и в близката местност Калето освен фрагменти от съдове са намерени и медни брадви с ухо, наречени Угърчински тип брадва.
В м. Даскалската родина, недалеч от Сярина пещера на височината на Йовкин връх има следи от селище. Там е имало малка могилка, след изравняването на която е намерено погребение с изгаряне на тялото, глинени съдове и бронзова халщатска фибула. Собственикът на местността прибира само фибулата, а съдовете доразчупва и захвърля. Тя е направена от обла тел, със слабо изтънена в краищата дъга, единият край на която след извивка преминава в игла, а другият – в триъгълна плоча иглодържател. Този тип фибула датира от втората половина на старата халщатска епоха.
На много места в района на Угърчин има следи от живота на траките от римската епоха. През VII в. този край е заселен от славяни. При настаняването си те заварват по-старо, романизирано или елинизирано тракийско население, от което възприели много названия на местности, долини, реки, височини, бърда и др. като запазили или отчасти видоизменили първоначалната им форма. Като стари тракийски имена може да се посочат: Лепетура, Гроздава, Морун; имена от гръцки произход: Ефорел, Маргарец, Труфек, Елегина ливада.
За първи път името Угърчин се споменава в османски документ 1485 г. Селото получава градски статут през 1968 година.

## Население
Численост на населението според преброяванията през годините:
| \| Година на преброяване \| Численост \| \| --------------------- \| --------- \| \| 1934 \| 7910 \| \| 1946 \| 8011 \| \| 1956 \| 6906 \| \| 1965 \| 5753 \| \| 1975 \| 5194 \| \| 1985 \| 4232 \| \| 1992 \| 3838 \| \| 2001 \| 3161 \| \| 2011 \| 2541 \| \| 2021 \| 2163 \| |           |
| Година на преброяване | Численост |
| 1934 | 7910      |
| 1946 | 8011      |
| 1956 | 6906      |
| 1965 | 5753      |
| 1975 | 5194      |
| 1985 | 4232      |
| 1992 | 3838      |
| 2001 | 3161      |
| 2011 | 2541      |
| 2021 | 2163      |

Етническият състав включва 1957 българи и 155 цигани.

## Политика
- 2023 – Станимир Петков печели срещу Иван Симеонов
- 2019 – Станимир Петков печели срещу Валентин Вълчев
- 2015 – Станимир Петков печели срещу Валентин Вълчев
- 2007 – Валентин Вълчев (независим) печели на втори тур с 54% срещу Борис Балевски (БСП).
- 2003 – Валентин Вълчев (независим) печели на втори тур с 64% срещу Цвятко Райков (БСП).
- 1999 – Веселин Керински (независим) печели на втори тур с 51% срещу Валентин Вълчев (ОДС плюс).

## Икономика
Земеделието и скотовъдството са били основното препитание на угърчинци в миналото. По време на османското владичество по-голямата част от земите принадлежат на паши и бейове – земевладелци и чифликчии. Днес угърчинци се занимават предимно със земеделие, животновъдство, както и с дърводобив.

## Забележителности
Народно читалище „Вълчо К. Русковски“
През 1894 г. по инициатива на будните учители Вълчо Колев Русковски, Георги Стоянов от Угърчин, Христо Манчев от Севлиево, Маня Станева и Мария Тюлюмбакова от Габрово и други прогресивни младежи са заражда идеята за създаване на читалище в Угърчин, което да подпомага просветното и културното издигане на населението.
На 26 октомври 1895 г. 16 учители и по-будни селяни се събират в училището „Св. св. Кирил и Методий“ в Угърчин и основават читалище, което наименуват „Светлина“. Под ръководството на Вълчо Русковски и с помощта на прогресивните младежи Стефан Н. Пиянков, Стайко Бакърджията, Стоян Ст. Терзийски, Радой Петков, Стойчо Н. Гълъба и др. се събират средства и се построява първата сцена в училището, на която представят пиесата „Руска“ от Иван Вазов. На нея прозвучава и първата сказка, изнесена от Вълчо Русковски.
Активно участие в читалищното настоятелство дълги години имат Петко Владов, Иван Войников, Йоно Колев Йоновски, Стоян П. Ненов, Стойна Ал. Македонска, Стойко Симеонов от Ловеч, които организират много театрални представления, сказки, вечеринки и лотарии. Затова ръководството решава с протокол от 16 декември 1936 г. да ги провъзгласи за почетни членове.
В заседание на читалищното настоятелство от 19 март 1928 г. се обсъжда въпросът за строеж на общински и читалищен дом. За тази цел общинският съвет гласува в новия бюджет 500 хил. лв. През 1931 – 1932 г. читалищната сграда се строи, а освещаването и става на 8 януари 1933 г.
По време на Първата световна война читалищната дейност замира, тъй като много от будните младежи отиват на фронта. Но на 21 декември 1936 г. се създава младежка група. А на 7 януари следващата година читалищното ръководство организира юбилейно честване – 40 години от създаването на читалище „Светлина“ На 14 януари същата година настоятелството решава да проведе литературни четения на местни писатели. В протокола от 1 януари 1937 г. се обявяват за благодетелни членове Данчо Коев, Васил Узунов, Радой Шишков от Угърчин, Александър Георгиев от Плевен и Христо Мазаджиев от Гложене за подарени от тях парични суми в полза на читалището.
На 15 ноември 1937 г. настоятелството решава да уреди народен университет, като всеки вторник и четвъртък вечер се изнасят реферати по стопански въпроси, литература, наука, хигиена, кооперативно и въздържателно дело. В края на 1937 г. в читалищния салон се инсталира киноапарат, а на 20 януари 1938 г. е прожектиран и първият филм – „Клетниците“.
Към читалището е създадена библиотека, която през 1938 г. има 1924 книги, а сега – над 35 000 книги.
Литературно-музикалната дейност започва през 1904 г. Отлични изяви имат женската и мъжката вокални групи, хор „Добри Христов“. По късно художествената самодейност се развива от ансамбъла за народни песни и танци с ръководител Васил Иванов Йовев, турския ансамбъл с ръководител Ибо Асанов Айтов и танцовата група с ръководител Донка Карабова, които се класират на първи места в окръжни и районни прегледи през 1960-те години.
Към читалището има създаден литературен кръжок и детски музикален кръжок.
За своята активна политико-просветна и обществена дейност читалището е наградено през 1974 г. с орден „Кирил и Методий“ първа степен, и е обявено за „народно“. В чест на 90-годишнината от създаването му е преместено в нова сграда и с Решение 121 от 16.10.1985 г. новият читалищен дом е преименуван в Народно читалище „Вълчо Колев Русковски“.
Иконостасът на храма „Света Параскева“ е дело на дебърски майстори от рода Филипови,

## Редовни събития
- През 2015 г. по предложение на проф. Игнат Игнатов и под егидата на областния управител д-р Мадлена Бояджиева Ловешка област е обявена за Световна зона на планинската вода.

## Известни личности
Родени в Угърчин
- Рада Балевска (1903 – 1984), зоолог, професор
- Цвятко Благоев (1915 – 1994), музикант
- Пело поп Михалев (1848 – 1934), първи кмет на Угърчин от 1878 г. (общо 16 години), построил общински дом, 3 училища и църква, народен представител
- Радой Сираков (1861 – 1921), военен деец, генерал-майор
- Нешо Царевски (1921 – 1992), партизанин от Партизански отряд „Христо Кърпачев“, професор, финансист

Починали в Угърчин
- Исая Мажовски (1852 – 1926), общественик

## Други
- Морският нос Угърчин на остров Робърт, Южни Шетландски острови е наименуван в чест на град Угърчин.[6]
- Угърчин е единственият град в България, чието име започва с буквата „У“.